# Deutsche Gesellschaft für Handchirurgie
Die Deutsche Gesellschaft für Handchirurgie (DGH) ist die Vereinigung der in der Bundesrepublik Deutschland vorwiegend handchirurgisch tätigen Chirurgen, Plastischen Chirurgen, Unfallchirurgen und Orthopäden.

## Aufgaben
Zur Förderung von Wissenschaft und Forschung wird von der DGH jährlich ein Kongress veranstaltet. Aktuell wird ein Hand-Trauma-Register eingerichtet um langfristig die Versorgung von (schwer)verletzten Händen optimieren zu können. Neben eigenen Forschungsprojekten der DGH wird über die Homepage der Gesellschaft die Möglichkeit der Koordination klinischer Forschungsprojekte auf dem Gebiet der Handchirurgie geboten.
Weiterbildung auf dem Gebiet der Handchirurgie wird durch zweimal jährlich stattfinden Fortbildungsseminare betrieben und durch die Übernahme von Patronaten für Fortbildungsveranstaltungen dritter unterstützt. Tagungen, Seminare werden auch in Zusammenarbeit mit anderen medizinischen Gesellschaften und mit der gesetzlichen Unfallversicherung aktiv von Mitgliedern der DGH unterstützt.
Die Deutsche Gesellschaft für Handchirurgie arbeitet an der Erstellung von medizinisch-wissenschaftlichen Leitlinien zur allgemein zugänglichen transparenten Darstellung des handchirurgischen Standards und ist Mitglied in der Arbeitsgemeinschaft der Wissenschaftlichen Medizinischen Fachgesellschaften (AWMF).
Neben Zusammenarbeit mit anderen handchirurgischen Fachgesellschaften auf internationaler Ebene (und zur Europäischen – Federation of European Societies for Surgery of the Hand – und Internationalen Gesellschaft der handchirurgischen Fachgesellschaften – International Federation of Societies for Surgery of the Hand) besteht durch Delegierte steter Kontakt zu den anderen nationalen chirurgischen Fachgesellschaften.

## Zweck
Zweck der Gesellschaft ist zudem die Aufklärung der Allgemeinheit über Therapiemöglichkeiten von angeborenen und erworbenen Formveränderungen, Funktionsstörungen, Erkrankungen und Verletzungen der oberen Extremitäten als Bereich des öffentlichen Gesundheitswesens. Die Gesellschaft bietet unentgeltliche fachliche und wissenschaftliche Beratung von medizinischen Gesellschaften, Behörden, Organisationen, Institutionen und Kliniken auf dem Gebiet der Handchirurgie an.